# Letheobia newtoni
Letheobia newtoni är en ormart som beskrevs av Bocage 1890. Letheobia newtoni ingår i släktet Letheobia och familjen maskormar. Inga underarter finns listade i Catalogue of Life.
Denna orm förekommer endemisk i São Tomé och Príncipe. Arten lever i låglandet och i bergstrakter områden upp till 1000 meter över havet. Den vistas i fuktiga skogar och i angränsande landskap. Letheobia newtoni gräver i lövskiktet och i det översta jordlagret. Honor lägger ägg.
Kanske påverkas beståndet av skogens omvandling till jordbruksmark. Populationen storlek är inte känd. IUCN listar arten med kunskapsbrist (DD).